# Octobre 1957

## Évènements
- Constitution Lennox-Boyd. Autonomie du Nigeria Oriental et du Nigeria Occidental[1].
- Congrès de Libreville en AEF : division de la CGT et création de la CGTA (Confédération générale africaine du travail)[2].
- 4 octobre :
  - début de la conquête spatiale avec le lancement de Spoutnik 1[3],[4]. La supériorité militaire des États-Unis est contestée. Le fameux signal « bip-bip » fut capté sur toute la surface de la terre.
  - Sortie officielle d'usine du premier intercepteur canadien CF-105 Arrow. Il est un des premiers avions de chasse à atteindre la vitesse de mach 2 en pointe;
- 7 - 12 octobre : incendie à la centrale nucléaire de Windscale. L'accident se classe au niveau 5 sur l'échelle internationale des événements nucléaires (INES).
- 12 octobre : le prix Nobel de la paix est attribué à Lester B. Pearson, futur premier ministre du Canada.
- 13 octobre : l'Égypte débarque des troupes à Lattaquié, en Syrie.
- 22 au 27 octobre : première réunion du comité d'expert des laboratoires de santé à l'Organisation Mondiale de la Santé[5]
- 28 octobre :
  - Élection de Sarto Fournier à la mairie de Montréal
  - Accord de coopération entre la Syrie et l'URSS.
- 31 octobre : mise en eau du barrage de Mauvoisin, dans le Val de Bagnes (Suisse). Avec 237 mètres de hauteur, il est le plus haut du monde.

## Naissances
- 3 octobre : Diane Finley, ministre de la Citoyenneté et de l'Immigration du Canada.
- 4 octobre : Greg Linteris, astronaute américain.
- 5 octobre : Haydn Gwynne, actrice britannique († 20 octobre 2023).
- 9 octobre : Iouri Ousatchev, cosmonaute russe.
- 10 octobre : Didier Roustan, journaliste sportif français († 11 septembre 2024).
- 12 octobre : Clémentine Célarié, actrice française.
- 18 octobre : Catherine Ringer, chanteuse multi-instrumentiste de rock français et membre des Rita Mitsouko.
- 19 octobre : Karl Wallinger, chanteur, guitariste et claviériste anglais († 10 mars 2024).
- 22 octobre : 
  - Francis Metzger, architecte belge contemporain et fondateur de l'atelier MA².
  - Hassoumi Massaoudou, homme politique nigérien.
- 23 octobre : Paul Kagame, personnalité politique rwandais, président du rwanda depuis 2000 et président de l'Union africaine de 2018 à 2019.
- 28 octobre : 
  - Florence Arthaud, navigatrice française († 9 mars 2015).
  - Rachel Levine, Pédiatre Américaine, Secrétaire adjointe à la Santé des États-Unis d'Amérique depuis 2021.
- 30 octobre : Aleksandr Lazoutkine, cosmonaute russe.

## Décès
- 8 octobre : Ali Ammar, combattant algérien du FLN, [Algérie].
- 10 octobre : 
  - Choe Nam-seon, écrivain sud-coréen († 26 avril 1890).
  - Bognessan Arsène Yé, homme politique burkinabè († 30 janvier 2024).
- 14 octobre : Raymond Renefer, dessinateur et peintre français (° 2 juin 1879).
- 24 octobre : Christian Dior (51 ans), designer et grand couturier français.
- 29 octobre : Louis B. Mayer, producteur de cinéma, américain d'origine russe, (° 1885).